# Közbeszerzés
A közbeszerzés az államigazgatási és egyéb költségvetési szervek közszolgáltató tevékenységükkel közvetlenül összefüggő árubeszerzéseinek, építési beruházásainak és szolgáltatási megrendeléseinek, 2015-től a koncessziós beszerzések külön törvényben meghatározott köre, amelynek értékhatárát Magyarországon az éves költségvetési törvény állapítja meg.
A közbeszerzés céljai között szerepelnek gazdasági és társadalmi célok is. Az esélyegyenlőség és egyenlő bánásmód, jóhiszeműség és a tisztesség mellett fontos szempont a közpénzek felhasználásakor a hatékony és felelős gazdálkodás. A közbeszerzésnek többféle formája lehet értékhatártól (például nemzeti, EU-s) eljárási formától (pl. nyílt, meghívásos), a közbeszerzés tárgyától (például tervpályázat) stb. függően, a közbeszerzési törvény alapján.
A közbeszerzési törvényben meghatározott célok érvényesülésének biztosítása érdekében Közbeszerzési Hatóság működik, amely csak az Országgyűlésnek van alárendelve.
Az európai uniós értékhatárokat elérő közbeszerzési pályázatok hivatalos megjelentetése az Európai Unió Hivatalos Lapjában történik. Tájékoztatásul ezek a hirdetmények, azonos tartalommal a Közbeszerzési Értesítőben is megjelennek. A kisebb értékű, nemzeti értékhatárba tartozó hirdetmények hivatalos megjelenési helye a Közbeszerzési Értesítő.

## A közbeszerzés fogalma
Közbeszerzési eljárást az ajánlatkérőként meghatározott szervezetek visszterhes szerződés megkötése céljából kötelesek lefolytatni megadott tárgyú és értékű beszerzések megvalósítása érdekében.

## A közbeszerzés célja és alapelvei
A közbeszerzés célja az államháztartás kiadásainak észszerűsítése, a közpénzek felhasználásának átláthatóvá tétele, széles körű nyilvános ellenőrizhetősége, továbbá a közbeszerzések során a verseny tisztaságának biztosítása.
A közbeszerzés hagyományos alapelvei a verseny tisztasága és nyilvánossága, az esélyegyenlőség és az egyenlő bánásmód alkalmazása a nemzeti elbánás fenntartása mellett. Európai Unióban letelepedett ajánlattevőknek nemzeti elbánást kell nyújtani. Az Európai Unión kívül ajánlattevők esetén vizsgálni kell az EU és Magyarország nemzetközi kötelezettségeit is.
Szerepel még a rendeltetésszerű joggyakorlás követelménye, azaz a jogszabályok kiforgatása nem megengedett, a beszerzés során végig meg kell felelni a törvény céljainak.
Ezt követi a jóhiszeműség és a tisztesség elve.

## Európai uniós szabályozás
Az Európai Unió tagállamai elfogadták, hogy a közbeszerzést központilag szabályozzák. Magyarország, mint az Európai Unió tagállama, miután részt vesz a szabályozás kialakításában, köteles a közbeszerzési jogszabályait teljes mértékben összhangban tartani az Európai Unió közbeszerzési joganyagával.

### A WTO kormánybeszerzési megállapodása
Magyarország csatlakozott a WTO (World Trade Organization; magyarul Kereskedelmi Világszervezet) Kormánybeszerzési Megállapodásához (GPA ) is, ezért eleget kell tennie az abban foglaltaknak is. Mivel ezek az európai uniós közösségi közbeszerzési irányelvekbe is beépítésre kerültek, ezért a közösségi irányelvek alapján elvégzett jogharmonizáció egyben a GPA-hez való csatlakozás feltételeinek is eleget tesz.

## Magyarországi szabályozás
A magyarországi közbeszerzési jogszabályok kialakításánál – az egységes piac működésének biztosítása érdekében – a közbeszerzésre vonatkozó uniós jogszabályokat is figyelembe kell venni.
A WTO és az európai uniós egyezmények elfogadásából adódóan a Kbt. összeállításánál a kötelező elemek:
- EK Szerződés és a közösségi közbeszerzési irányelvek
- EU közbeszerzési vonatkozású rendeletei
- Európai Bíróság esetjoga

Léteznek továbbá a közösségi jognak olyan forrásai is, melyek nem bírnak kötelező erővel (ajánlások, közlemények), ugyanakkor segítséget jelenthetnek a különböző kötelező rendelkezésekkel kapcsolatban felmerült kérdések tisztázása során. Ezek is megtalálhatóak a Közbeszerzési Hatóság Honlapján.

### A közbeszerzés szabályrendszere Magyarországon
A közbeszerzések jelenlegi alapjogszabálya a közbeszerzésekről szóló 2015. évi CXLIII. törvény (továbbiakban Kbt.) A törvény rögzíti, hogy ki alkalmazza a közbeszerzést (ajánlatkérők), mit lehet beszerezni közbeszerzéssel (közbeszerzés tárgya). Rögzíti az eljárások során alkalmazandó szabályrendszert. A Kbt. kógens jogszabály, tehát amiről a törvény nem rendelkezik, az nem alkalmazható. Amennyiben egyes cselekményekről a Kbt. nem rendelkezik, azt kell vizsgálni, hogy összhangban legyenek a Kbt. céljaival, alapelveivel.
A Kbt. keretjelleggel működik, a közbeszerzéshez kapcsolódó egyes részeknél felhatalmazást tartalmaz, amely előírja, hogy az adott részt végrehajtási rendelettel kell szabályozni.

### Nemzeti eljárásrend
Az európai uniós szabályozás értékhatárhoz is kötött. Az ennél kisebb értékű beszerzéseiket a tagállamok maguk szabályozzák. Magyarországon a Kbt. ezekre a beszerzésekre is tartalmaz szabályozást, ezt hívjuk Nemzeti Eljárásrendnek.

### Magyarországi közbeszerzési törvények 1995–2012-ig
A Magyarország első közbeszerzési törvénye (Kbt.) az 1995. évi XL. törvény többször módosított formában 2004-ig volt hatályban. Az EU-belépés előtt egy alaposan átdolgozott, az EU-s jogharmonizáció követelményeinek megfelelő törvény készült, a 2003. évi CXXIX. tv. 2004-től ez a törvény szabályozta a magyarországi közbeszerzéseket.
2010. szeptember 15-én a kor követelményeit követő közbeszerzési törvény (2010. évi LXXXVIII. tv.) lépett hatályba. A törvénymódosítás több egyszerűsítésről rendelkezik: például abban az esetben, ha az ajánlattevő szerepel a köztartozásmentes adózói adatbázisban, akkor nem lesz szükséges az APEH- és VPOP-igazolások beszerzése. Az átláthatóság érdekében a módosítás előírja az ajánlat elvárható formai követelményeit és egyúttal kizárja, hogy ennél bonyolultabb ajánlatokat kérjenek az ajánlatkérők.

### Közbeszerzési törvény 2012-től 2015-ig
A 2011. évi törvény hat részből állt.
Az első rész tartalmazta a célokat, alapelveket, értelmező rendelkezéseket, azt hogy milyen szervezet, mely beszerzéseire vonatkozik, milyen alap követelményeket kell betartani a közbeszerzési eljárások során. A második rész az európai uniós értékhatárt elérő közbeszerzések lebonyolítási szabályait tartalmazta. A harmadik rész a Nemzeti eljárásrendben lefolytatható közbeszerzések szabályait tartalmazta. A negyedik rész a közbeszerzési eljárások során megkötendő szerződésekről, az ötödik rész a közbeszerzésekkel kapcsolatos jogorvoslatról szólt. A hatodik rész rendelkezett a Közbeszerzési Hatóságról.

### Közbeszerzési törvény 2015-től
2015. szeptember 22-én az országgyűlés új közbeszerzési törvényt fogadott el. A törvény hatályba lépésének időpontja 2015. november 1-je. A törvény a Magyar Közlöny 2015. évi 142. számában jelent meg, mint 2015. évi CXLIII törvény a közbeszerzésekről.

### Közbeszerzési Hatóság
A Közbeszerzési Hatóság feladata a közbeszerzési törvényben meghatározott célok érvényesülésének biztosítása. A Hatóság része a Közbeszerzési Döntőbizottság és a Tanács. E szervek érdekképviseletet látnak el, jogorvoslatot nyújtanak, jogalkotással kapcsolatos észrevételeket tesznek, nyilvántartásokat vezetnek stb.

### A Közbeszerzési és Ellátási Főigazgatóság (KEF)
A központosított közbeszerzés célja, hogy az állami igényeket nagy tételben jelentős árengedményekkel tudják beszerezni, azonban a központosított kiírás esetleg lehetőséget ad a "testre szabott feladatkiírásra", illetve egyéb visszaélésekre. A központosított közbeszerzés feladataival a Közbeszerzési és Ellátási Főigazgatóság (KEF) foglalkozik, a központosított közbeszerzés keretein belül lefolytatott eljárásokat a nemzeti fejlesztési miniszter felügyeli és hagyja jóvá csakúgy, mint a központi költségvetési szervek és többségi állami tulajdonú vállalatok közbeszerzéseit is.
Jelenleg a közbeszerzésre vonatkozó jogalkotással és szabályozással kapcsolatos feladatokat és a központosított közbeszerzéssel a kormányzati szinten a Miniszterelnökség közbeszerzési felügyeletért felelős helyettes államtitkársága látja el.

## Jogszabályok

### Európai uniós jogszabályok
EUROPA > EUR-Lex kezdőlap > Az EU jogszabályainak összefoglalása > Belső piac > Közbeszerzés
Néhány jogszabály:
- Az Európai Parlament és a Tanács 2014/24/EU irányelve (2014. február 26.) a közbeszerzésről
- Az Európai Parlament és a Tanács 2014/25/EU irányelve (2014. február 26.) a vízügyi, energiaipari, közlekedési és postai szolgáltatási ágazatban működő ajánlatkérők beszerzéseiről

### Magyar jogszabályok (többek között)

#### Törvény
- 2011. évi CVIII. törvény a közbeszerzésekről (már nem hatályos)
- 2015. évi CXLIII. törvény a közbeszerzésekről

#### Fontosabb végrehajtási rendeletek
- 307/2015. (X. 27.) Korm. rendelet a közszolgáltatók közbeszerzéseire vonatkozó sajátos közbeszerzési szabályokról
- 320/2015. (X. 30.) Korm. rendelet a közbeszerzések központi ellenőrzéséről és engedélyezéséről
- 321/2015. (X. 30.) Korm. rendelet a közbeszerzési eljárásokban az alkalmasság és a kizáró okok igazolásának, valamint a közbeszerzési műszaki leírás meghatározásának módjáról
- 322/2015. (X. 30.) Korm. rendelet az építési beruházások, valamint az építési beruházásokhoz kapcsolódó tervezői és mérnöki szolgáltatások közbeszerzésének részletes szabályairól
- 44/2015. (XI. 2.) MvM rendelet a közbeszerzési és tervpályázati hirdetmények feladásának, ellenőrzésének és közzétételének szabályairól, a hirdetmények mintáiról és egyes tartalmi elemeiről, valamint az éves statisztikai összegezésről
- 424/2017. (XII. 19.) Korm. rendelet az elektronikus közbeszerzés részletes szabályairól

kozbeszerzes.hu > Közbeszerzési törvény és kapcsolódó jogszabályok Archiválva 2019. február 10-i dátummal a Wayback Machine-ben